# Object Linking and Embedding
OLE (англ. Object Linking and Embedding, произносится как oh-lay [олэй]) — технология связывания и внедрения объектов в другие документы и объекты, разработанная корпорацией Майкрософт.
В 1996 году Microsoft переименовала технологию в ActiveX.
OLE позволяет передавать часть работы от одной программы редактирования к другой и возвращать результаты назад. Например, установленная на персональном компьютере издательская система может послать некий текст на обработку в текстовый редактор, либо некоторое изображение в редактор изображений с помощью OLE-технологии.
Основное преимущество использования OLE (кроме уменьшения размера файла) — в том, что она позволяет создать главный файл, картотеку функций, к которой обращается программа. Этот файл может оперировать данными из исходной программы, которые после обработки возвращаются в исходный документ.
OLE используется при обработке составных документов (англ. compound documents), может быть использована при передаче данных между различными несвязанными между собой системами посредством интерфейса переноса (англ. drag-and-drop), а также при выполнении операций с буфером обмена. Идея внедрения широко используется при работе с мультимедийным содержанием на веб-страницах (пример — Веб-ТВ), где используется передача изображения, звука, видео, анимации в страницах HTML (язык гипертекстовой разметки) либо в других файлах, также использующих текстовую разметку (например, XML и SGML). Однако технология OLE использует архитектуру «толстого клиента», то есть сетевой ПК с избыточными вычислительными ресурсами. Это означает, что тип файла либо программа, которую пытаются внедрить, должна присутствовать на машине клиента. Например, если OLE оперирует таблицами Microsoft Excel, то программа Excel должна быть инсталлирована на машине пользователя.

## Технология

### OLE 1.*
OLE 1.0 был выпущен в 1990 году на основе технологии DDE (Dynamic Data Exchange), использовавшейся в более ранних версиях операционной системы Microsoft Windows. В то время как технология DDE была сильно ограничена в количестве и методах передачи данных между двумя работающими программами, OLE имел возможность оперировать активными соединениями между двумя документами либо даже внедрить документ одного типа в документ другого типа.
OLE-серверы и клиенты взаимодействуют с системными библиотеками при помощи таблиц виртуальных функций (англ. virtual function tables, VTBL). Эти таблицы содержат указатели на функции, которые системная библиотека может использовать для взаимодействия с сервером или клиентом. Библиотеки OLESRV.DLL (на сервере) и OLECLI.DLL (на клиенте) первоначально были разработаны для взаимодействия между собой с помощью сообщения WM_DDE_EXECUTE, предоставляемого операционной системой.
OLE 1.1 позднее развился в архитектуру COM (component object model) для работы с компонентами программного обеспечения. Позднее архитектура COM была преобразована и стала называться DCOM.
Когда объект OLE помещен в буфер обмена информацией, он сохраняется в оригинальных форматах Windows (таких, как bitmap или metafile), а также сохраняется в своём собственном формате. Собственный формат позволяет поддерживающей OLE-программе внедрить порцию другого документа, скопированного в буфер, и сохранить её в документе пользователя.

### OLE 2.0
Следующим эволюционным шагом стал OLE 2.0, сохранивший те же цели и задачи, что и предыдущая версия. Но OLE 2.0 стал надстройкой над архитектурой COM вместо использования VTBL. Новыми особенностями стали автоматизация технологии drag-and-drop, in-place activation и structured storage.

### ActiveX
В 1996 году Microsoft переименовала технологию OLE 2.0 в ActiveX. Были представлены элементы управления ActiveX, ActiveX документы и технология Active Scripting. Эта версия OLE в основном используется веб-дизайнерами для вставки в страницы мультимедийных данных.